# Triangolazione

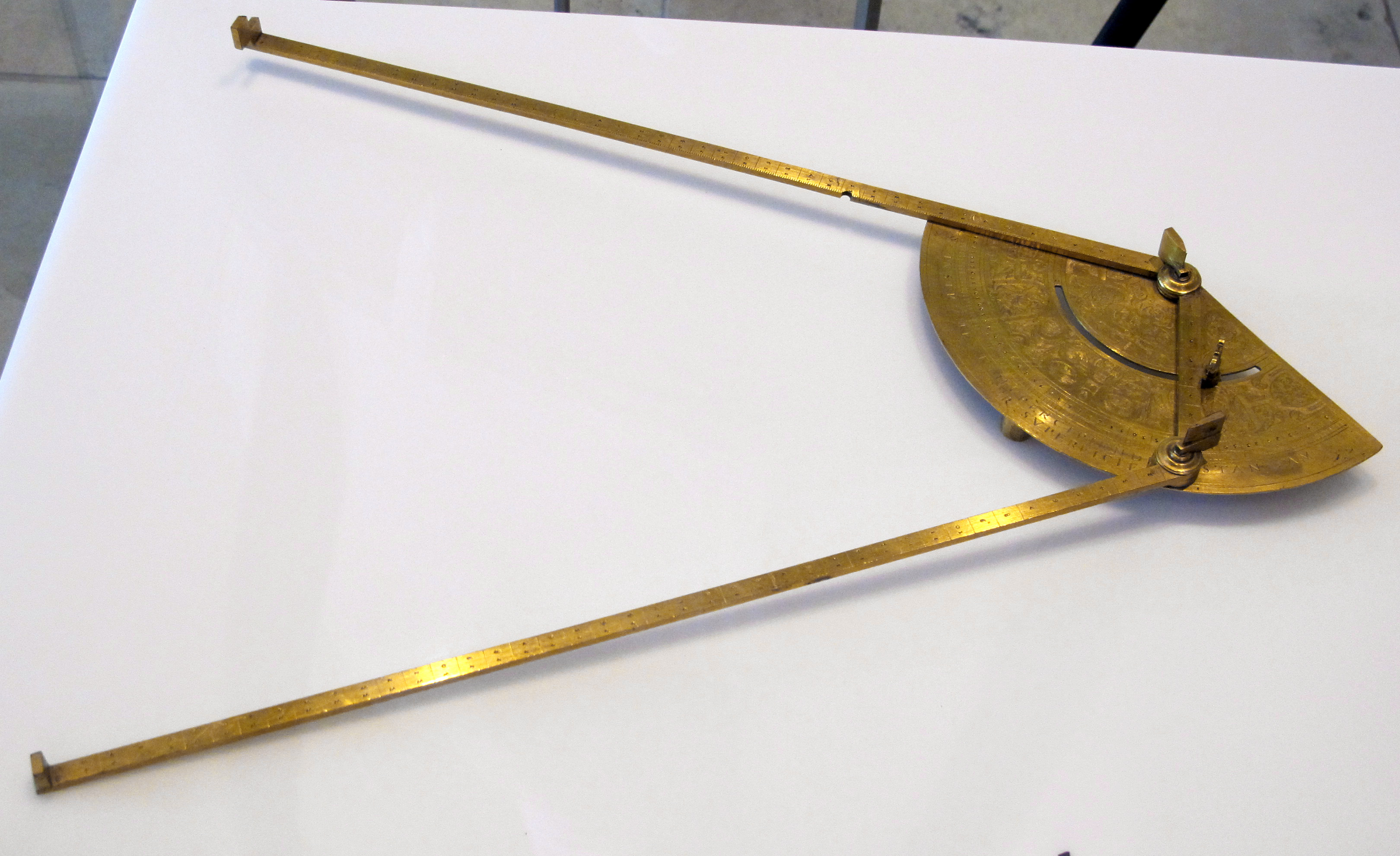
Strumento per svolgere operazioni di triangolazione (XVI secolo, Museo Galileo di Firenze).

La triangolazione è una tecnica che permette di calcolare distanze fra punti sfruttando le proprietà dei triangoli.
La triangolazione geodetica è una tecnica geodetica basata sulla determinazione, da una base di stazionamento, di tre valori fondamentali di un secondo punto del territorio: distanza in linea d'aria dalla stazione, angolo orizzontale, angolo zenitale, oltre alla determinazione dell'altezza strumentale e l'altezza del prisma di collimazione (o della stadia).
La triangolazione topografica consiste nel collegare idealmente una serie di punti nel terreno formando una rete di triangoli adiacenti, per determinare le coordinate planimetriche.

## Calcolo della distanza tra due punti inaccessibili tra loro

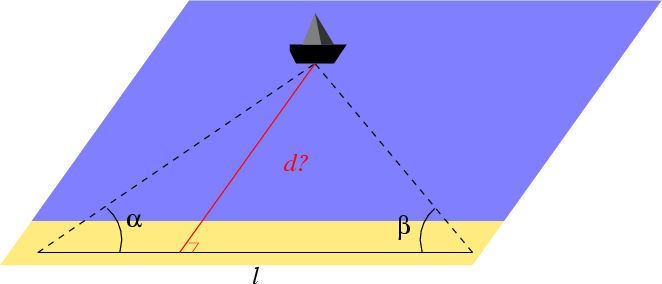
Calcolo della distanza d di un oggetto sulla base delle proprietà del triangolo

Si supponga di voler conoscere l'altezza di una montagna, la distanza tra un uomo su una spiaggia ed una barca o, più in generale, di voler calcolare la lunghezza di un segmento non misurabile direttamente. Si può procedere nel modo seguente:
Si costruisce un triangolo immaginario qualsiasi, con uno dei vertici in uno dei due punti di cui si vuole conoscere la distanza e la base l passante per l'altro punto, come mostrato in figura.
Ora, con l'aiuto di alcuni strumenti di misura (ad esempio un sestante), si calcolano gli angoli adiacenti alla base l, ovvero α e β.
A questo punto il triangolo è completamente noto; infatti, dalla trigonometria è noto che, in un triangolo rettangolo
{\displaystyle d=y\cdot \tan \beta }
{\displaystyle d=x\cdot \tan \alpha }
dove x ed y sono i segmenti che congiungono rispettivamente il vertice di α ed il vertice di β con il punto d'intersezione di d con l.
Si ottiene quindi il sistema:
{\displaystyle \left\{{\begin{matrix}x+y=l\\y\cdot \tan \beta =x\cdot \tan \alpha \end{matrix}}\right.}
che può essere risolto per x o y, trovando infine
{\displaystyle d={\frac {l\cdot \tan \alpha \cdot \tan \beta }{\tan \alpha +\tan \beta }}}
Quest'espressione può essere modificata, ricordando le identità trigonometriche tan α = sin α / cos α e sin(α + β) = sin α cos β + cos α sin β in questo modo:
{\displaystyle d={\frac {l\cdot \sin \alpha \cdot \sin \beta }{\sin(\alpha +\beta )}}}
Si ottiene così la misura dell'altezza del triangolo di base l ed il problema iniziale può pertanto dirsi risolto.
È da notare come, al crescere della distanza d, sia necessario aumentare la lunghezza della base per ottenere una precisione migliore: infatti, lasciando invariata la base, serve una precisione sempre maggiore nella misura degli angoli e gli strumenti di misura mostrano dei limiti in questi casi; aumentando invece la lunghezza della base, è possibile calcolare con maggior precisione la distanza tra i due punti.

## Nel commercio e nella finanza
Nel commercio e nella finanza internazionale, la triangolazione è un metodo di trasferimenti di merci o denaro da un nodo A un nodo B passando attraverso un terzo nodo C, che è detto punto di intermediazione. La topologia logica di rete disegna un grafo a forma di triangolo, da cui il nome. 
Dal punto di vista meramente logistico e gestionale, l'operazione è in sé meno efficiente di un passaggio diretto di merci e capitali direttamente dal nodo A al nodo B. L'intermediazione si attua quando esiste una limitazione all'interscambio fra i Paesi di provenienza e di destinazione, come un conflitto doganale o un embargo. 
Si manifesta anche per motivi economici e fiscali che consentono alle multinazionali di sfruttare a proprio vantaggio i differenti regimi legislativi vigenti negli Stati interessati dalle transazioni economico-finanziarie.